# Neotoma magister
Neotoma magister är en däggdjursart som beskrevs av Baird 1857. Neotoma magister ingår i släktet egentliga skogsråttor och familjen hamsterartade gnagare. IUCN kategoriserar arten globalt som nära hotad. Inga underarter finns listade i Catalogue of Life.

## Utseende
Neotoma magister når en absolut längd av 310 till 450 mm, inklusive en 147 till 210 mm lång svans. Honor är med en genomsnittlig vikt av 337 g något lättare än hanar som väger 357 g i genomsnitt. Arten har grå till brungrå päls på ovansidan och gränsen mot den vita undersidan är ganska tydlig. Även svansen är täckt med hår med en mörk ovansida och en ljus undersida.
Arten är allmänt större än Neotoma floridana och den har längre morrhår. Dessutom har Neotoma magister en ränna där överkäken och plogbenet är sammanlänkade.

## Utbredning och habitat
Denna gnagare förekommer i östra USA från norra Georgia till New Jersey. Den lever i låglandet och i bergstrakter upp till 1000 meter över havet. Neotoma magister vistas i områden med klippor, taluskon och andra ansamlingar av stenar. Växtligheten kan däremot variera.

## Ekologi
Arten bygger bon av kvistar, grenar, blad och annan bråte som göms mellan stenar, i bergssprickor eller i grottor. Sällan hittas arten i en övergiven byggnad. Boet har vanligen en diameter av 35 till 60 cm och rummet som finns i mitten är cirka 12 cm bred. Det fodras med bark, hår och upphittade fjädrar. I närheten av boet skapar varje individ ytterligare en hög med skräp. Den kan innehålla några ätliga växtdelar men även glasbitar, metallbitar, papper eller trasor. Syftet med denna ansamling av värdelösa ting är hittills inte känt.
Utanför fortplantningstiden lever varje individ ensam. På grund av brist på lämpliga boplatser kan det förekomma att flera individer har sina bon nära varandra. Arten är främst nattaktiv och den äter olika växtdelar som kvistar, blad, frukter och frön.
Neotoma magister jagas av nästan alla rovlevande djur som förekommer i samma region, däribland ugglor, mårddjur, rävar, tvättbjörnar, rödlo och ormar. Gnagaren jagades av områdets ursprungsbefolkning för köttets skull och dödas i nyare tider av människor som förväxlar Neotoma magister med vanliga råttor (Rattus). Som konkurrenter om födan och/eller boplatser förekommer vitfotad hjortråtta (Peromyscus leucopus), nordamerikansk opossum (Didelphis virginiana) och kalkonkondor (Cathartes aura).